# Parma Ladies Open 2022
Il Parma Ladies Open 2022 è stato un torneo di tennis giocato su campi in terra rossa. È stata la 2ª edizione dell'evento, facente parte della categoria WTA 250 nell'ambito del WTA Tour 2022. Il torneo si è giocato dal 26 settembre al 1 ottobre al Tennis Club Parma di Parma, in Italia.

## Partecipanti al singolare

### Teste di serie
| Nazione     | Giocatore           | Ranking* | Testa di serie |
| ----------- | ------------------- | -------- | -------------- |
| Grecia      | Maria Sakkarī       | 6        | 1              |
| Italia      | Martina Trevisan    | 27       | 2              |
| Romania     | Irina-Camelia Begu  | 33       | 3              |
| Stati Uniti | Sloane Stephens     | 50       | 4              |
| Ungheria    | Anna Bondár         | 52       | 5              |
| Romania     | Ana Bogdan          | 54       | 6              |
| Spagna      | Nuria Párrizas Díaz | 61       | 7              |
| Italia      | Lucia Bronzetti     | 63       | 8              |

* Ranking al 19 settembre 2022.

### Altre partecipanti
Le seguenti giocatrici hanno ottenuto una wild card per il tabellone principale:
- Sara Errani
- Matilde Paoletti
- Maria Sakkarī

Le seguenti giocatrici sono passati dalle qualificazioni:

- Ėrika Andreeva
- Kateryna Baindl
- Réka Luca Jani
- Jule Niemeier
- Anna Karolína Schmiedlová
- Simona Waltert

La seguente giocatrice è entrata in tabellone come lucky loser:
- Gabriela Lee

### Ritiri
prima del torneo
- Alizé Cornet → sostituita da  Elisabetta Cocciaretto
- Varvara Gračëva → sostituita da  Gabriela Lee
- Kaja Juvan → sostituita da  Arantxa Rus
- Anna Kalinskaja → sostituita da  Maryna Zanevs'ka
- Tatjana Maria → sostituita da  Laura Pigossi
- Julija Putinceva → sostituita da  Océane Dodin
- Ljudmila Samsonova → sostituita da  Viktorija Tomova

## Partecipanti al doppio

### Teste di serie
| Nazione     | Giocatore         | Nazione     | Giocatore            | Ranking* | Testa di serie |
| ----------- | ----------------- | ----------- | -------------------- | -------- | -------------- |
| Ungheria    | Anna Bondár       | Belgio      | Kimberley Zimmermann | 106      | 1              |
| Stati Uniti | Kaitlyn Christian | Cina        | Han Xinyun           | 133      | 2              |
| Kazakistan  | Anna Danilina     | Rep. Ceca   | Jesika Malečková     | 173      | 3              |
| Ungheria    | Tímea Babos       | Stati Uniti | Angela Kulikov       | 188      | 4              |

* Ranking al 19 settembre 2022.

### Altre partecipanti
Le seguenti giocatrici hanno ottenuto una wild card per il tabellone principale:
- Elisabetta Cocciaretto /  Matilde Paoletti
- Francesca Pace /  Federica Urgesi

### Ritiri
prima del torneo
- Kaitlyn Christian /  Lidzija Marozava → sostituite da  Kaitlyn Christian /  Han Xinyun
- Andrea Gámiz /  Eva Vedder → sostituite da  Alëna Fomina-Klotz /  Oksana Selechmet'eva
- Jesika Malečková /  Raluca Olaru → sostituite da  Anna Danilina /  Jesika Malečková
- Aleksandra Panova /  Katarzyna Piter → sostituite da  Emily Appleton /  Quinn Gleason

## Campioni

### Singolare
Mayar Sherif ha sconfitto in finale  Maria Sakkarī con il punteggio di 7-5, 6-3.
- È il quarto titolo in carriera per la Sherif, il terzo della stagione e il primo di categoria WTA 250.

### Doppio
Anastasia Dețiuc /  Miriam Kolodziejová hanno sconfitto in finale  Arantxa Rus /  Tamara Zidanšek con il punteggio di 1-6, 6-3, [10-8].